# Съезд КПСС
Съезд КПСС — согласно уставам Коммунистической партии, высший орган руководства партией, который представлял собой регулярно созываемые собрания её делегатов.

## Обзор съездов
Всего состоялось 28 съездов, начиная с первого съезда РСДРП в Минске в 1898 году.
Первые семь съездов проводились в разных городах и странах: 1-й, учредительный, — в Минске, 2-й — в Брюсселе и Лондоне, 3-й — в Лондоне, 4-й — в Стокгольме, 5-й — снова в Лондоне, 6-й и 7-й съезды проводились в Петрограде. Начиная с 8-го съезда, все съезды проводятся в Москве, начиная с 22-го — в Кремлёвском Дворце съездов.
После Октябрьской революции в 1917—1925 годах съезды РСДРП(б), РКП(б) и ВКП(б) проходили ежегодно, затем до войны менее регулярно; самый большой перерыв — между XVIII и XIX съездами (13 лет, 1939—1952 годы).
В 1961—1986 годах проводились каждые пять лет.
Резкие колебания частоты созыва съездов объясняются также резкими колебаниями положения и самой партии. Вплоть до 1905—1907 годов партия находилась на нелегальном положении и в 1914 году была вновь запрещена за антивоенную пропаганду. Трудность созыва съездов в подобной обстановке усугублялась также непрекращавшейся фракционной борьбой с меньшевиками и рядом оппозиционных групп: отзовистами, ликвидаторами, ультиматистами и другими.
Последний, XXVIII съезд КПСС как правящей партии состоялся в 1990 году; в 1993 году был произведён восстановительный XXIX съезд СКП-КПСС (союза представителей компартий бывшего СССР) во главе с Олегом Шениным, а затем и последующие, но авторитет этих съездов признаётся не всеми коммунистами.

## Хронология съездов
| Дата                                                        | Съезд              | Основное содержание и итоги |
| ----------------------------------------------------------- | ------------------ | --- |
| 1-3 (13-15) марта 1898 года (2 дня)                         | I съезд РСДРП      | Первый съезд проходил нелегально в Минске, и не привёл ни к каким результатам: учредить в России социал-демократическую партию на тот момент фактически не удалось, вскоре после съезда партийные организации подверглись массовому разгрому полицией. |
| 17 (30) июля — 10 (23) августа 1903 года (24 дня)           | II съезд РСДРП     | Из-за запрета в России съезд проходил в Брюсселе, однако по требованию бельгийской полиции был перенесён в Лондон. Съезду удалось учредить партию, однако в вопросе обсуждения устава она немедленно раскололась на ленинское крыло («большевики») и мартовское крыло («меньшевики»). Также съезд обсудил возможность объединения с еврейской социалистической партией Бунд, однако к соглашению прийти не удалось из-за позиции Бунда. |
| 12 (25) апреля — 27 апреля (10 мая) 1905 года (15 дней)     | III съезд РСДРП    | Съезд уже с самого начала проходил в состоянии раскола: большевистское и меньшевистское крыло пока ещё единой социал-демократической партии независимо друг от друга организовали параллельные съезды, большевики в Лондоне, а меньшевики в Женеве. |
| 10-25 апреля (23 апреля — 8 мая) 1906 года (15 дней)        | IV съезд РСДРП     | Так называемый «объединительный» IV съезд в Стокгольме на какое-то время преодолел разногласия между большевиками и меньшевиками, восстановив единство РСДРП. Большевики во главе с Лениным, несмотря на своё название, оказались на Стокгольмском съезде в меньшинстве: в ЦК, выбранный на съезде, вошли 3 большевика и 7 меньшевиков; в редакцию ЦО вошли одни меньшевики. Тем не менее, уже на этом съезде выявилась тенденция доминирования большевиков в партийных организациях крупных промышленных центров. Помимо прочих вопросов, съезд обсудил возможность объединения общероссийской социал-демократической партии с несколькими национальными: польско-литовской, латышской и еврейской (Бунд). |
| 30 апреля (13 мая) — 19 мая (1 июня) 1907 года (19 дней)    | V съезд РСДРП      | Съезд был последовательно запрещён в Дании, Швеции и Норвегии, пройдя в итоге в Лондоне. Он стал ареной ожесточённых дискуссий между большевиками и меньшевиками. По итогам съезда как ЦК, так и социал-демократия в целом так и не сделала окончательный выбор между большевиками и меньшевиками, расколовшись примерно пополам. Ленин принимает курс на преобразование большевиков в отдельную партию, сформировав на съезде фракционный Большевистский центр, просуществовавший до 1910 года. |
| С 26 июля (8 августа) по 3 (18) августа 1917 года (10 дней) | VI съезд РСДРП(б)  | Объединение большевиков с социал-демократической фракцией межрайонцев (Троцкий Л. Д., Луначарский А. В., Иоффе А. А., Урицкий М. С. и др.), одобрение решения Ленина о неявке в суд по делу об июльских событиях. На съезде отсутствовали бежавшие в Финляндию Ленин и Зиновьев, и арестованные («изъятые») Временным правительством Троцкий, Крестинский, Каменев, Луначарский и др. Из-за отсутствия Ленина с Политическим отчётом ЦК выступил Сталин, Организационным — Свердлов, Финансовым — Смилга. |
| 6—8 марта 1918 года (2 дня)                                 | VII съезд РКП(б)   | Идейный разгром оппозиционной группы «левых коммунистов», одобрение Брестского мира (1918), переименование партии в «коммунистическую» по образцу Парижской коммуны |
| 18—23 марта 1919 года (5 дней)                              | VIII съезд РКП(б)  | Идейный разгром «военной оппозиции», одобрение курса на строительство регулярной армии |
| 29 марта — 5 апреля 1920 года (7 дней)                      | IX съезд РКП(б)    | Одобрение режима «военного коммунизма». Идейный разгром оппозиционной группы «децистов». Партийная мобилизация 10 % делегатов съезда на транспорт, в первую очередь железнодорожный (одна из первых партийных мобилизаций невоенного характера). |
| 8—16 марта 1921 года (8 дней)                               | X съезд РКП(б)     | Идейный разгром целого ряда оппозиционных групп: «рабочая оппозиция» (Шляпников А. Г., Коллонтай А. М.), «индустриалисты» (Троцкий Л. Д.), «буферная группа» (Бухарин Н. И., Преображенский Е. А.), остатки «децистов» (Бубнов А. С., Сапронов Т. В. и др.) Окончание дискуссии о профсоюзах и принятие резолюции «О единстве партии». Переход от режима «военного коммунизма» к НЭПу. Падение влияния Троцкого: в составе ЦК, избранного X съездом, его сторонники оказались в меньшинстве, и, наоборот, в ЦК проходит ряд сторонников Сталина. |
| 27 марта — 2 апреля 1922 года (6 дней)                      | XI съезд РКП(б)    | Последний съезд, на котором выступает Ленин. Окончательный разгром «рабочей оппозиции», фактически отказавшейся распускаться после X съезда. Первые исключения рядовых оппозиционеров из партии за фракционную деятельность, лидерам «рабочей оппозиции» Шляпникову А. Г., Коллонтай А. М. и Медведеву С. П. сделаны последние предупреждения. |
| 17—25 апреля 1923 года (8 дней)                             | XII съезд РКП(б)   | В связи с окончательным отходом Ленина от дел с традиционным Политическим докладом выступает Зиновьев Г. Е., обозначив свою претензию на роль его преемника. Расширение ЦК до 40 членов и 17 кандидатов. Нововведением XII съезда стали многочисленные приветственные выступления рабочих делегаций прямо в зале заседаний. Эти приветствия обычно включали пожелания выздоровления Ленина, и заканчивались здравицами в адрес Коминтерна, революции, и «вождей» Ленина, Троцкого, Зиновьева, Каменева, Бухарина и Сталина (как правило, перечислялись в таком порядке). |
| 23—31 мая 1924 года (8 дней)                                | XIII съезд РКП(б)  | Разгром Троцкого «тройкой» Зиновьев Г.Е. — Каменев Л. Б. — Сталин И. В. Определение «троцкизма», как «враждебного ленинизму мелкобуржуазного течения». Вместе с тем многочисленные ораторы, выступавшие с критикой Троцкого, не подвергали сомнению его высокое положение в партии. Расширение ЦК до 53 членов и 34 кандидатов. |
| 18—31 декабря 1925 года (13 дней)                           | XIV съезд ВКП(б)   | Съезд открывает Рыков А. И., ставший после смерти Ленина председателем Совнаркома. Разгром Сталиным «новой оппозиции» Зиновьева — Каменева (Зиновьев Г. Е., Каменев Л. Б., Сокольников Г. Я., впоследствии отошедшая от оппозиции Крупская Н. К.). Переименование РКП(б) в ВКП(б). В сталинской историографии XIV съезд также считается «съездом индустриализации». Вместе с тем, съезд не определил конкретного механизма и темпов индустриализации, ограничившись лишь постановкой задач общего характера: превращение страны из ввозящей машины и оборудование в производящую их, достижение экономической независимости.                                                                                |
| 2—19 декабря 1927 года (17 дней)                            | XV съезд ВКП(б)    | Исключение из партии лидеров «объединённой оппозиции» («новой оппозиции») Троцкий — Каменев — Зиновьев. Утверждены Директивы по составлению первого 5-летнего плана. Принят план коллективизации сельского хозяйства. Расширение ЦК до 71 члена и 50 кандидатов. |
| 26 июня — 13 июля 1930 года (17 дней)                       | XVI съезд ВКП(б)   | Борьба с «правой оппозицией» (Бухарин Н. И., Томский М. П., Рыков А. И., бывшие «зиновьевцы» Угланов Н. А. и Рютин М. Н.) постепенно нарастает с 1928 года. На XVI съезде происходит её окончательный разгром. |
| 26 января — 10 февраля 1934 года (15 дней)                  | XVII съезд ВКП(б)  | В сталинской историографии носит название «съезда победителей», так как на нём, фактически впервые в истории партии, уже полностью отсутствовала какая-либо оппозиция. Съезд положительно оценил ход индустриализации, определив, что уже к этому времени СССР «превратился из отсталой аграрной страны в передовую индустриально-колхозную державу». В то же время ряд исследователей именуют тот же съезд «съездом расстрелянных»: из 1966 его делегатов с решающим или совещательным голосом в 1937-38 годах было арестовано по обвинению в «контрреволюционных преступлениях» 1108 человек, а из избранного съездом состава ЦК было расстреляно 98 человек из 139 членов и кандидатов в члены.          |
| 10—21 марта 1939 года (11 дней)                             | XVIII съезд ВКП(б) | Первый после Большой Чистки съезд продемонстрировал резкое обновление партийного руководства. Если на предыдущем, XVII, съезде до 80 % делегатов вступили в партию до 1920 года, то уже на XVIII съезде около половины делегатов с решающим голосом имели возраст не более 35 лет, 81,5 % — не более 40 лет. В резком меньшинстве оказались лица с дореволюционным партстажем. Из 71 члена и 68 кандидатов в члены ЦК, избранных на XVIII съезде, соответственно 44 и 66 были избраны в этот орган впервые. |
| 5—14 октября 1952 года (9 дней)                             | XIX съезд КПСС     | Первый съезд после беспрецедентного в истории партии перерыва в 12 лет. Переименование ВКП(б) в КПСС. Расширение ЦК до 125 членов и 110 кандидатов в члены. Реорганизация центральных органов власти: замена Политбюро ЦК КПСС на Президиум в составе 25 членов и 11 кандидатов в члены, вместо 9 членов Политбюро. Формирование руководящей «пятёрки» членов Бюро Президиума в составе Сталин — Маленков — Берия — Хрущёв — Булганин. Падение влияния Молотова и Микояна. |
| 14—25 февраля 1956 года (11 дней)                           | XX съезд КПСС      | Начало десталинизации (см. доклад О культе личности и его последствиях). Очередное расширение ЦК оказалось относительно небольшим: до 133 членов и 122 кандидатов в члены. |
| 27 января — 5 февраля 1959 года (9 дней)                    | XXI съезд КПСС     | Констатировал «полную и окончательную победу социализма в СССР». В решениях съезда говорилось о достижении подлинного народовластия, реализованного в Советах. |
| 17—31 октября 1961 года (14 дней)                           | XXII съезд КПСС    | Принятие программного лозунга, утверждавшего, что «советский народ» к 1980 году будет жить при коммунизме, также провозглашалась отмена всех налогов с населения с 1965 года. Усиление десталинизации, в частности, вынос тела Сталина из Мавзолея. Расширение ЦК до 175 членов и 155 кандидатов. |
| 29 марта — 8 апреля 1966 года (10 дней)                     | XXIII съезд КПСС   | Первый съезд после смещения Хрущёва Н.С. Переименование поста 1-го секретаря ЦК КПСС в Генерального секретаря ЦК КПСС, восстановление Политбюро ЦК вместо Президиума ЦК. Расширение ЦК до 195 членов и 165 кандидатов в члены. |
| 30 марта — 9 апреля 1971 года (10 дней)                     | XXIV съезд КПСС    | Расширение ЦК до 241 членов и 155 кандидатов в члены. |
| 24 февраля — 5 марта 1976 года (9 дней)                     | XXV съезд КПСС     | Расширение ЦК до 287 членов и 139 кандидатов в члены. |
| 23 февраля — 3 марта 1981 года (8 дней)                     | XXVI съезд КПСС    | Расширение ЦК до 319 членов и 151 кандидатов в члены. Последний съезд при Л. И. Брежневе, во многом показательный для характеристики позднего «застоя» . |
| 25 февраля — 6 марта 1986 года (9 дней)                     | XXVII съезд КПСС   | Первый съезд после прихода к власти Горбачёва М. С. Во многом походил ещё на съезды брежневских времен, в частности, был принят план очередной, 12-й пятилетки, оказавшейся последней. |
| 2—13 июля 1990 года (11 дней)                               | XXVIII съезд КПСС  | Последний съезд в истории КПСС. Избран рекордный по численности состав ЦК: 412 членов, причём впервые в истории партии кандидаты в члены ЦК не выбирались. Съезд обнажил резкий раскол в партии между «консерваторами» (Лигачёв Е. К., Полозков И. К.), «умеренными» (Горбачёв М. С., Ивашко В. А.) и «радикалами», объединившимися в 1989 году вокруг «межрегиональной депутатской группы», возглавлявшейся Сахаровым А. Д., Афанасьевым Ю. Н., Поповым Г. Х. Прямо на съезде Ельцин Б. Н. демонстративно выходит из партии. Кроме того, непосредственно перед съездом под давлением консервативного крыла партии образуется компартия РСФСР.                                                              |

## В названиях
- Кемеровский ордена Ленина, Трудового Красного Знамени коксохимический завод имени XVIII съезда ВКП(б)
- Ленинградский металлический завод имени XXII съезда КПСС